# 大庭站
大庭站（日语：／ Oniwa eki */?）是位於長野縣松本市大字島立，Alpico交通的上高地線車站。車站編號為AK-05。

## 歷史
- 1921年（大正10年）10月2日 - 筑摩鐵道車站啟用[1]。
- 1922年（大正11年）10月31日 - 公司名稱改為筑摩電氣鐵道。
- 1932年（昭和7年）12月2日 - 公司名稱改為松本電氣鐵道。
- 2010年（平成22年）2月 - 成為無人車站[1]。
- 2011年（平成23年）4月1日 - 公司名稱改為Alpico交通。

## 車站構造

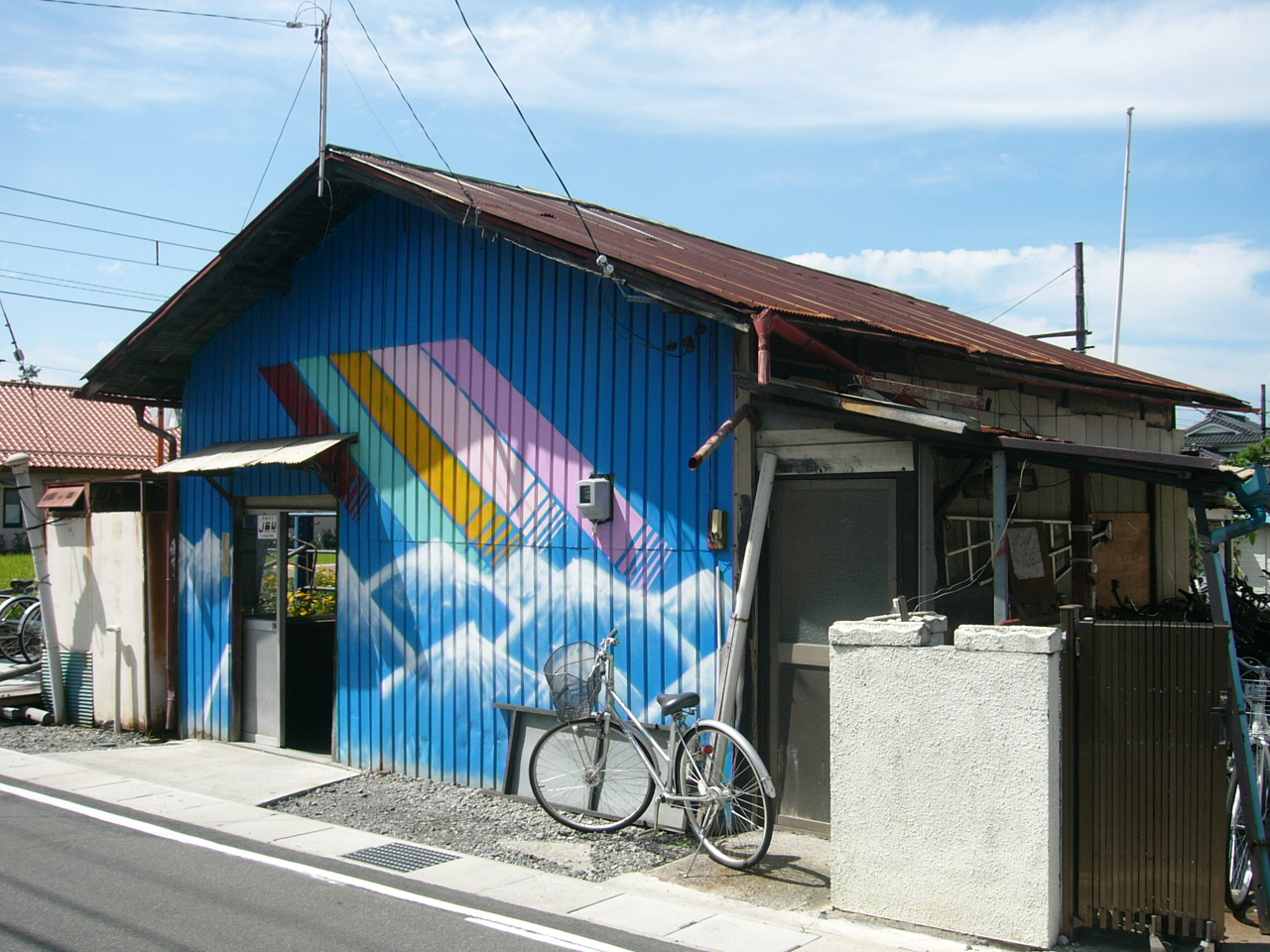
舊車站大樓（2006年9月）

車站是一座地面車站，設有1面1線單式月台。此站是無人車站。在2010年前此站為委托車站。舊車站大樓牆身描繪了高原和高山。建築物截至2021年已經拆毀。遺址變成無障礙設施與單車停泊場。

## 使用狀況
根據「松本市統計書」，以下為1日平均乘車人次列表：
| 乘車人次變化 | 乘車人次變化 |
| 年度         | 1日平均人次  |
| ------------ | ------------ |
| 2009         | 85           |
| 2010         | 77           |
| 2011         | 115          |
| 2012         | 104          |
| 2013         | 112          |
| 2014         | 110          |
| 2015         | 156          |
| 2016         | 159          |
| 2017         | 134          |

## 車站周辺
- 松本市立島立小學
- 松本市政廳島立出張所（日语：松本市役所#支所・出張所）[1]
- 島立簡易郵局
- NHK島立電台發射站（日语：NHK島立ラジオ放送所）
- 長野自動車道 松本交流道
- 國道158號
- 浮世繪博物館（日语：浮世絵博物館）[1]
- 松本市歷史之里（日语：松本市歴史の里）[1]
- 「松本交流道前」巴士站

## 相鄰車站
Alpico交通
上高地線
信濃荒井（AK-04）－大庭（AK-05）－下新（AK-06）

## 注腳
1. 1 2 3 4 5 6 7  信濃毎日新聞社出版部. . 信濃毎日新聞社. 2011-07-24: 309. ISBN 9784784071647 （日语）.